# Aitolikó
Aitolikó (Aitoliko) är en ort i Grekland.   Den ligger i prefekturen Nomós Aitolías kai Akarnanías och regionen Västra Grekland, i den centrala delen av landet, 210 km väster om huvudstaden Aten. Antalet invånare är 4 323.
Aitolikó anses vara Greklands Venedig på grund av ortens läge.
Terrängen runt Aitolikó är platt åt sydväst, men åt nordost är den kuperad. Havet är nära Aitolikó åt sydost.  Närmaste större samhälle är Mesolóngi, 9,9 km sydost om Aitolikó. 